# Гротегаст
Гротегаст (нід. Grootegast, нід. вимова: [ˈɣroːtəˌɣɑst] ( прослухати)) — село в нідерландській провінції Гронінген. До 1 січня 2019 року мало статус окремого муніципалітету, після чого увійшло до складу новоствореного муніципалітету Вестерквартір.
Його площа становить 31,27км², а населення станом на 2021 рік складало 3 350 осіб.

## Галерея

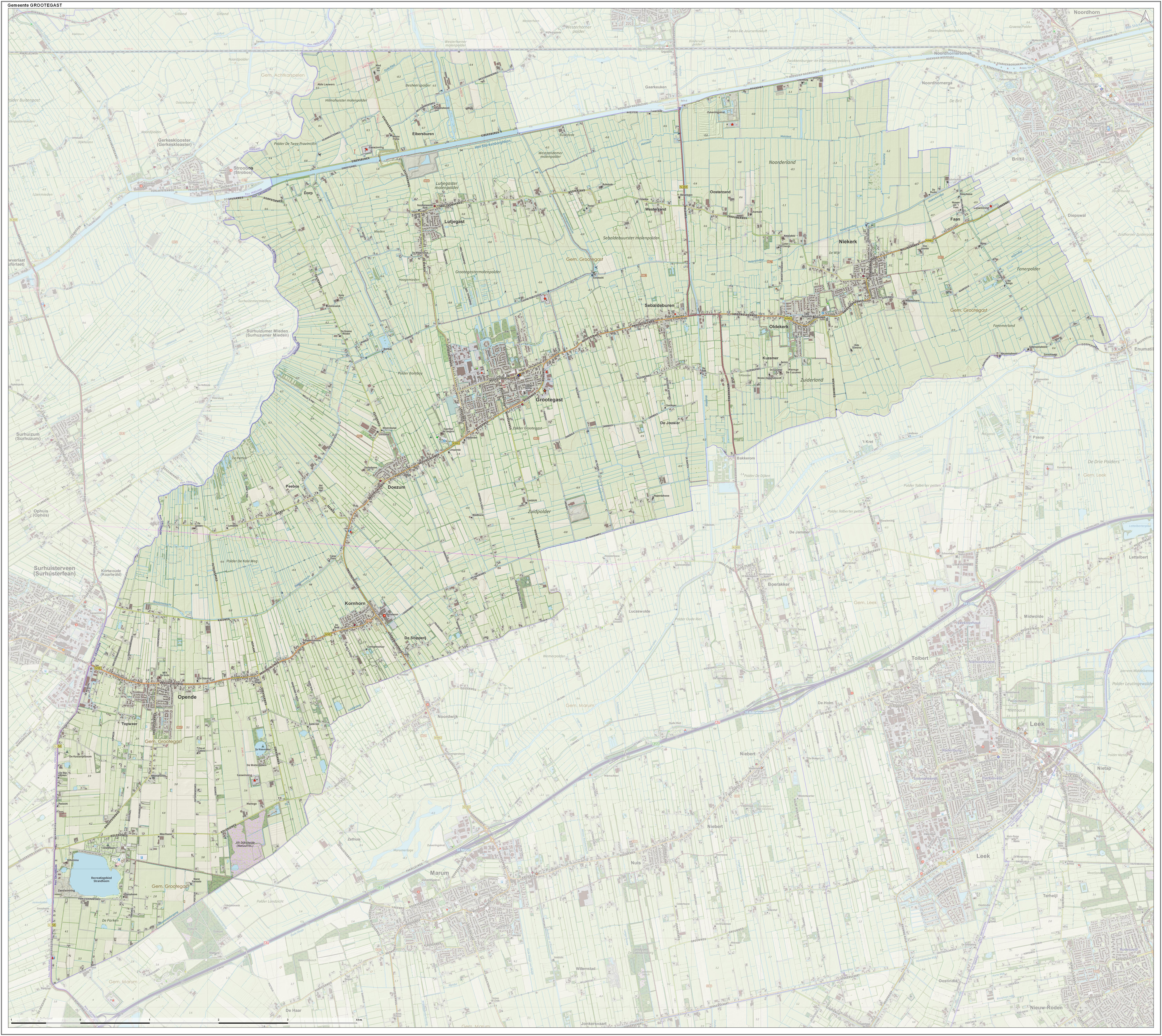
Карта муніципалітету Гротегаст, червень 2015